# Léman Express
De Léman Express is een voorstadspoorweg voor de grensoverschrijdende agglomeratie van de Zwitserse stad Genève, bestaande uit het gelijknamige kanton, het eveneens Zwitserse kanton Vaud en de departementen Haute-Savoie en Ain in de Franse regio Auvergne-Rhône-Alpes. De lijnen worden uitgevoerd door Lémanis, een gezamenlijke dochteronderneming van de CFF en de SNCF, de nationale spoorwegmaatschappijen van respectievelijk Zwitserland en Frankrijk.
De Léman Express heeft een totale lengte van 230 km met een totaal van 44 stations. Van deze stations liggen 24 in Genève, 3 in Vaud, 15 in Haute-Savoie en 2 in Ain. Het netwerk werd op 15 december 2019 in gebruik genomen, tezamen met de volledige spoorlijn Genève - Annemasse.

## Treindiensten
De volgende treindiensten zijn onderdeel van het Léman Express-netwerk:
| Serie | Treinsoort                | Route | Bijzonderheden |
| ----- | ------------------------- | --- | -------------- |
| L1    | Léman Express (CFF, SNCF) | Coppet – Genève-Cornavin – Annemasse (– Thonon-les-Bains (– Évian-les-Bains))                               |                |
| L2    | Léman Express (CFF, SNCF) | Coppet – Genève-Cornavin – Annemasse (– La Roche-sur-Foron (– Annecy))                                      |                |
| L3    | Léman Express (CFF, SNCF) | Coppet – Genève-Cornavin – Annemasse (– La Roche-sur-Foron (– Cluses (– Saint-Gervais-les-Bains-Le Fayet))) |                |
| L4    | Léman Express (CFF, SNCF) | Coppet – Genève-Cornavin – Annemasse                                                                        |                |
| L5    | Léman Express (CFF)       | Genève-Cornavin – La Plaine                                                                                 |                |
| L6    | Léman Express (CFF)       | Genève-Cornavin – Bellegarde                                                                                |                |

## Toekomst
Er bestaat een project om de Léman Express-dienstregerling die nu in Évian-les-Bains in Frankrijk eindigt door te trekken tot Saint-Gingolph in het Zwitserse kanton Wallis. De spoorlijn (ligne du Tonkin) aan de zuidoever van het Meer van Genève bestaat sinds 1886 maar is buiten gebruik sinds 1998.

## Galerij

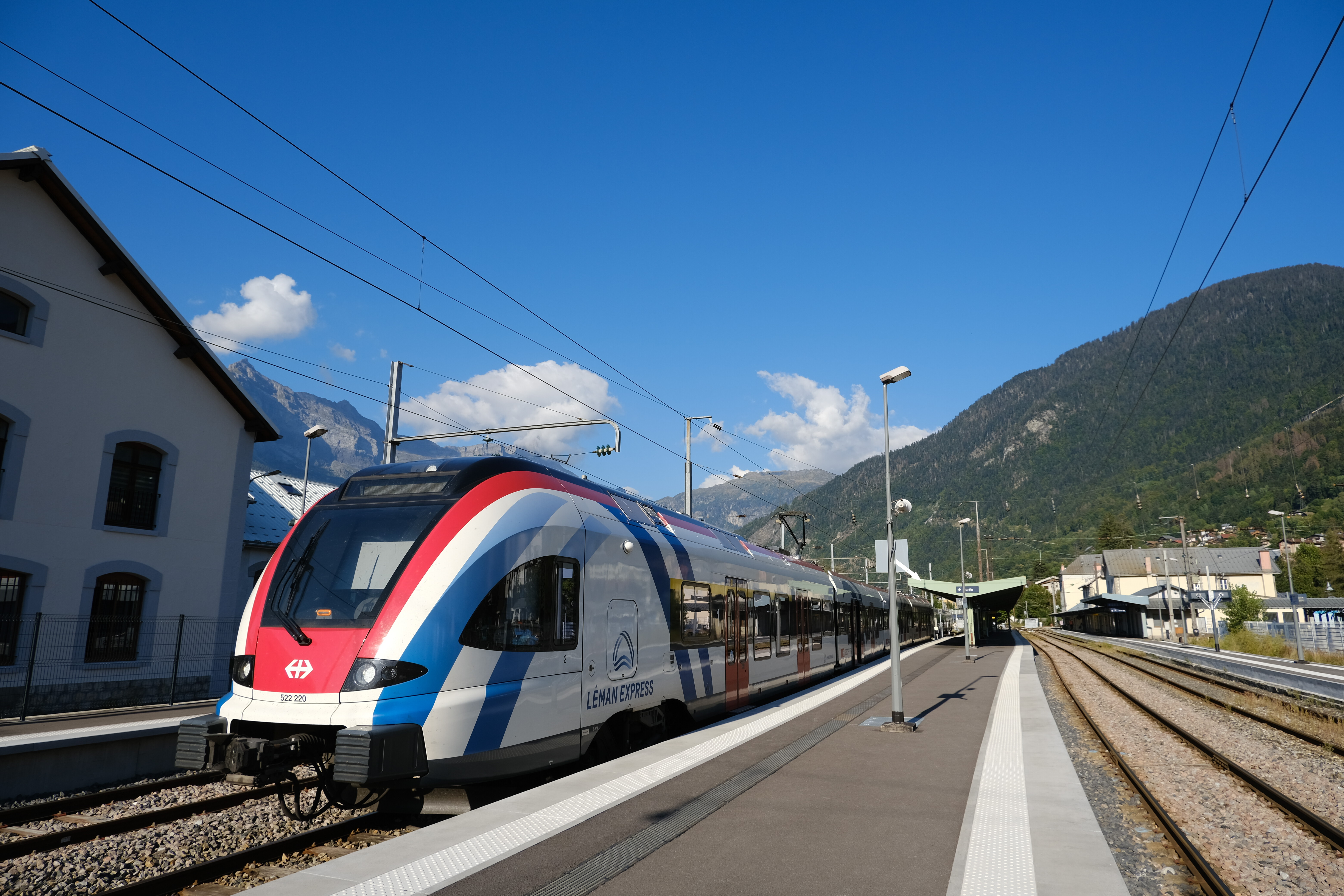
Léman Express bij het Franse Saint-Gervais-les-Bains-Le Fayet
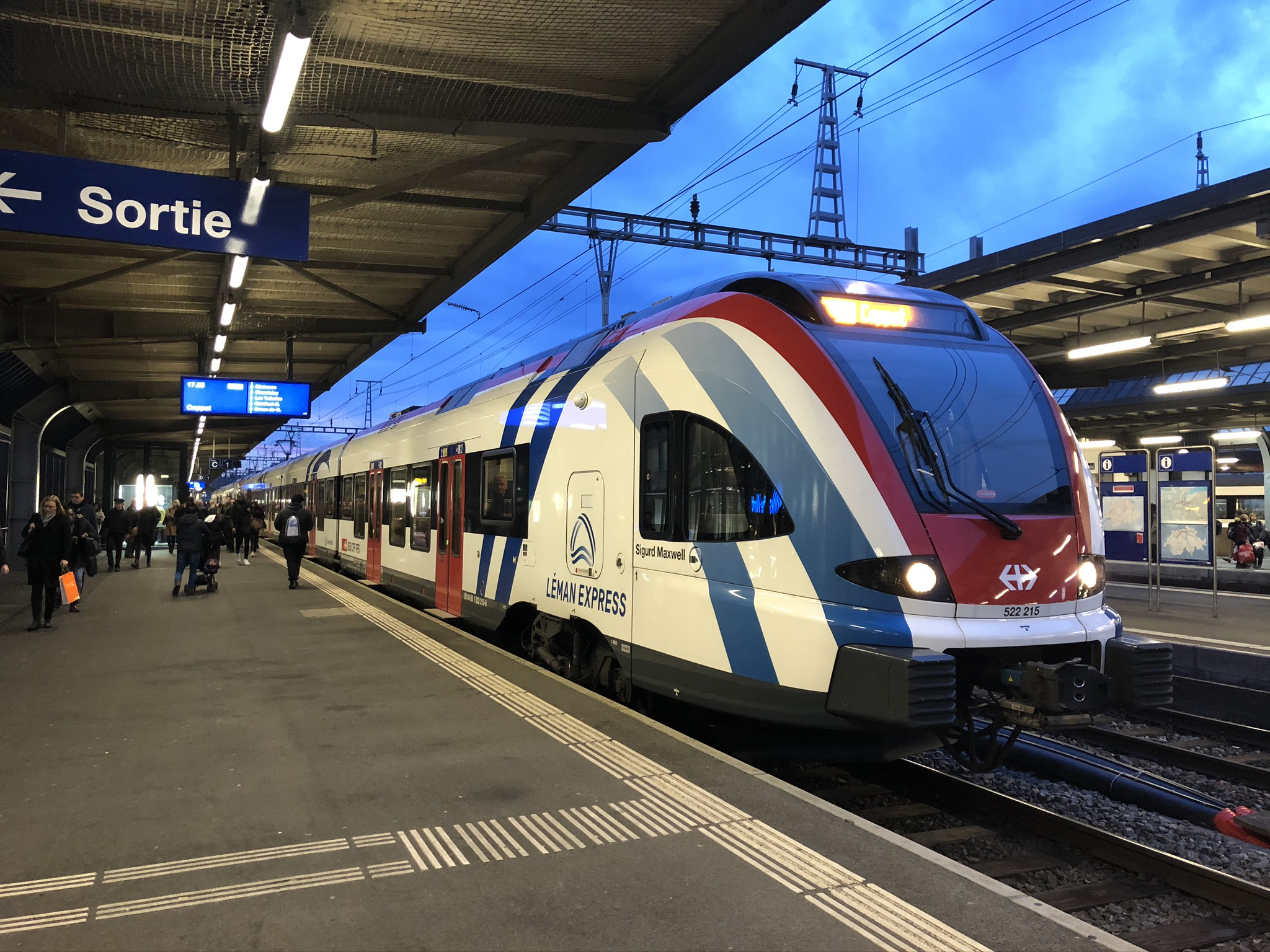
Léman Express te station Genève-Cornavin
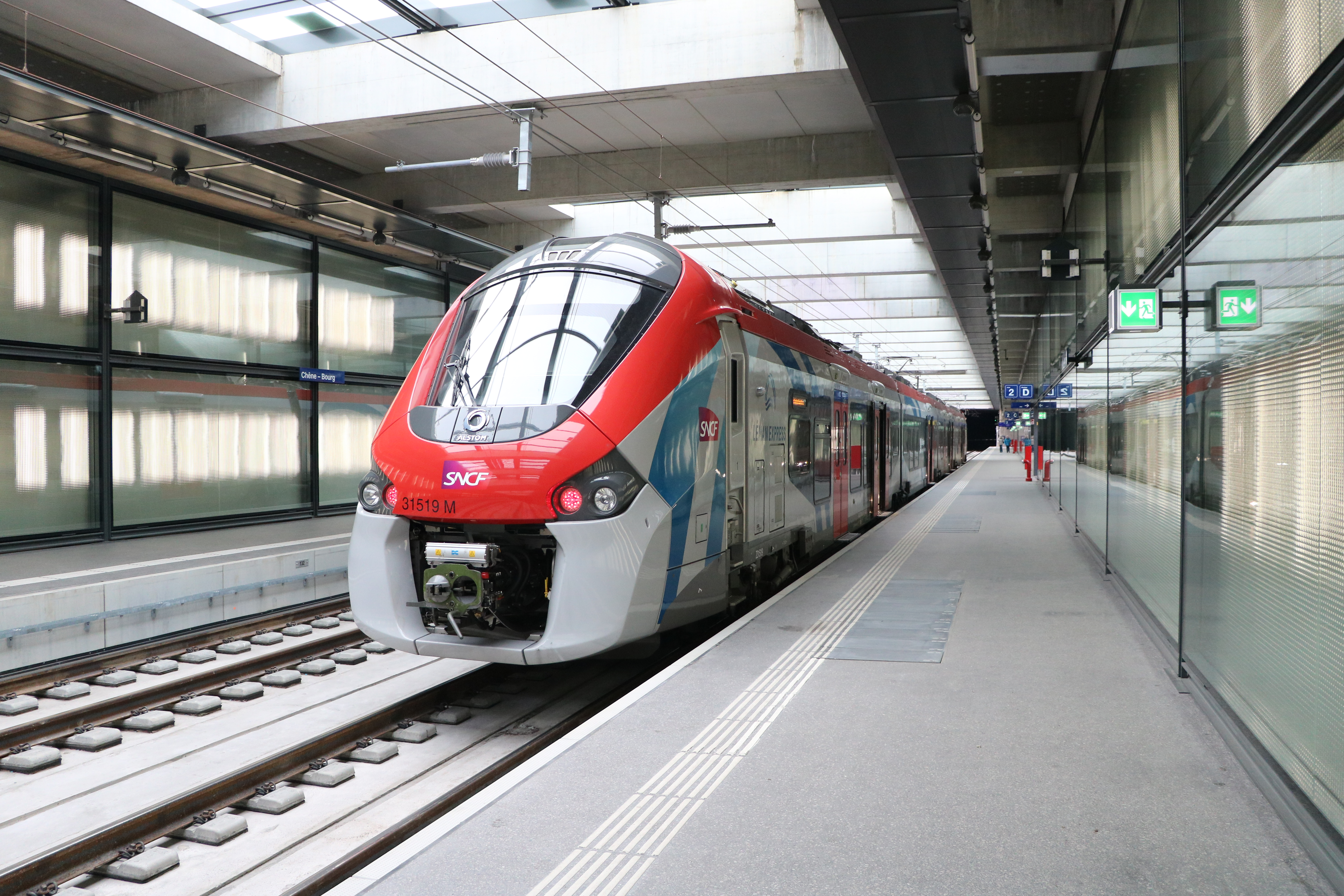
Léman Express te station Chêne-Bourg
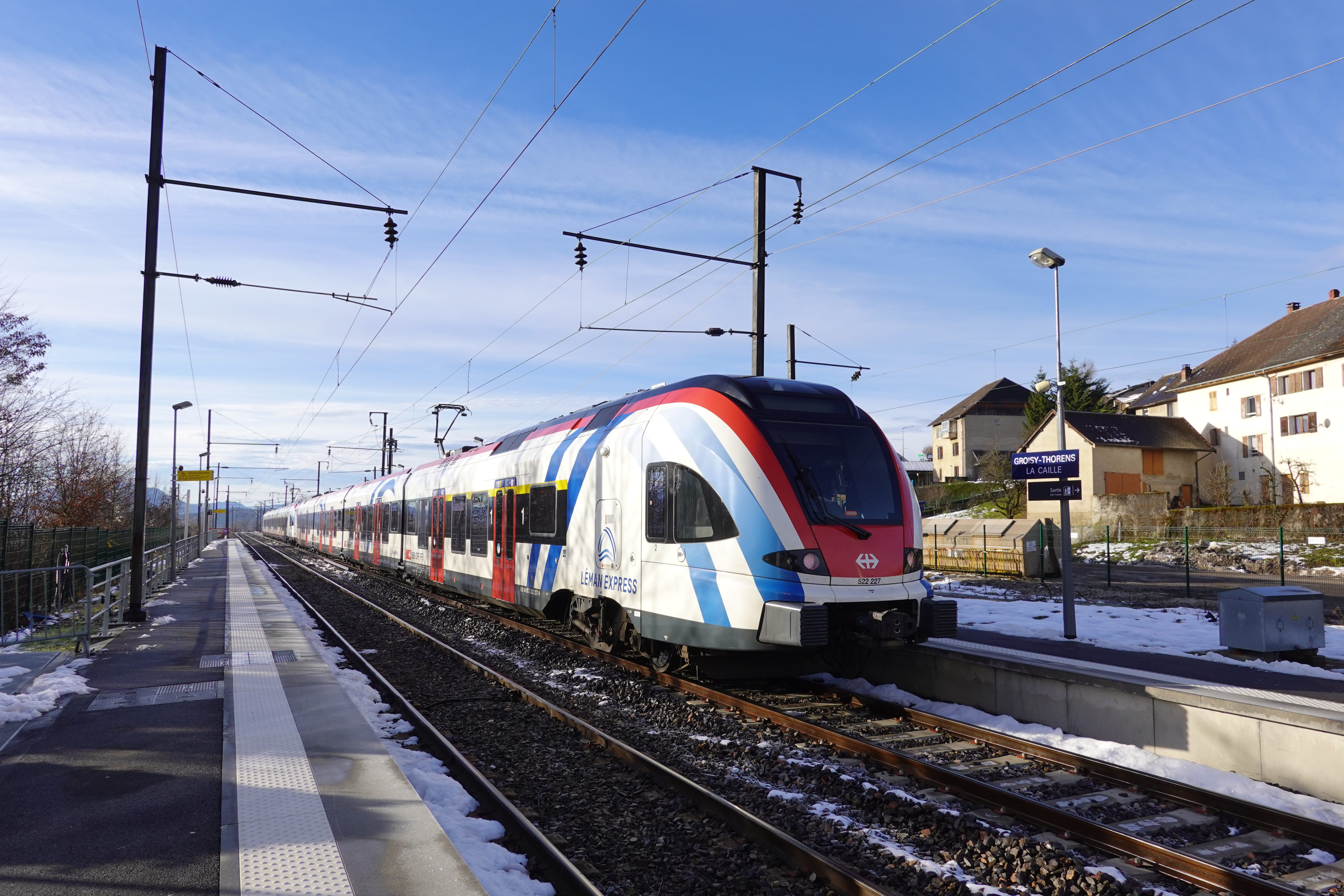
Léman Express bij het Franse Groisy-Thorens-la-Caille